# Ursula Benedix

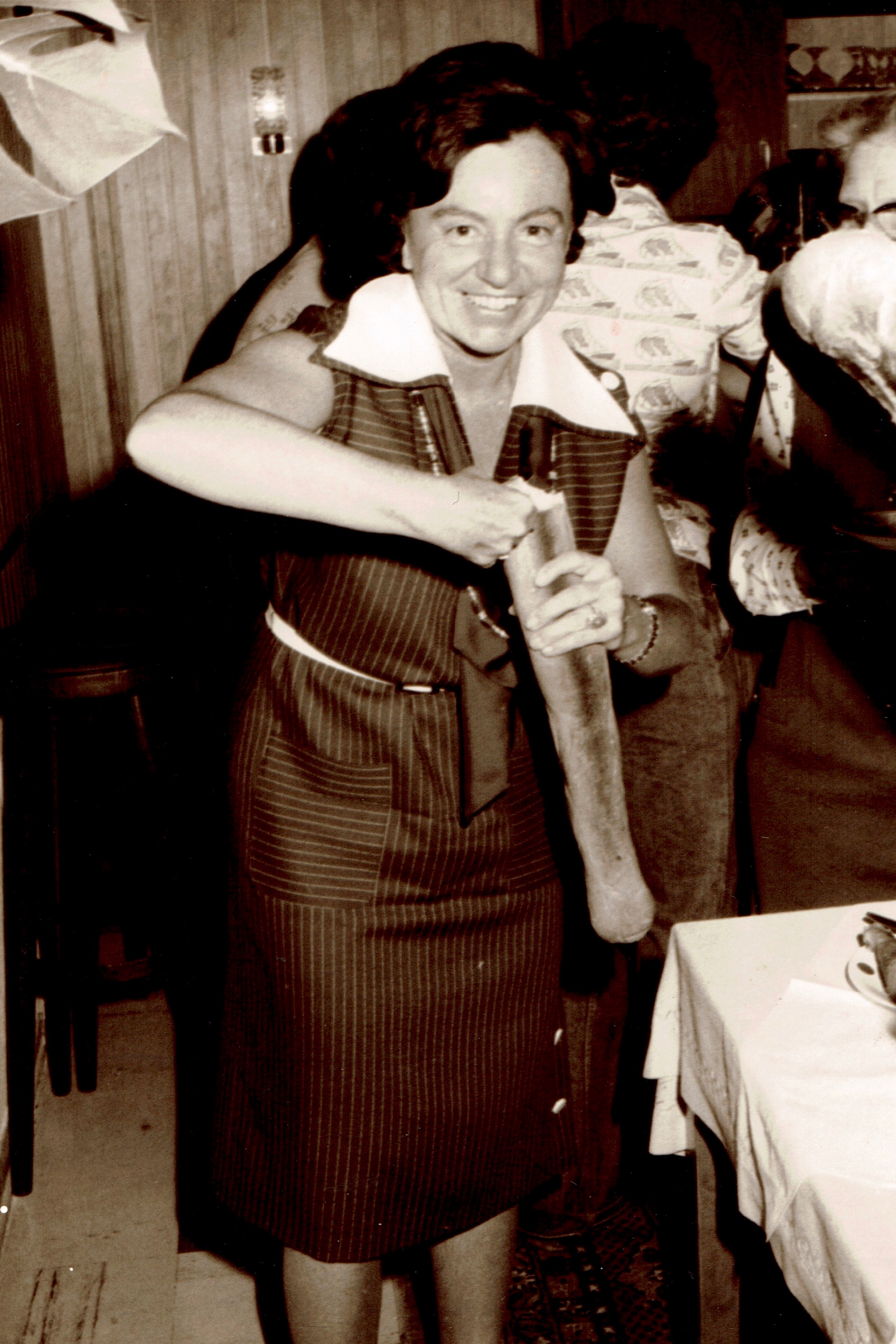
Ursula Benedix vermutlich bei einer CDU-Veranstaltung 1975 im ehemaligen Haus Berlin in Sankt Andreasberg, jetzt Haus Hemmingway

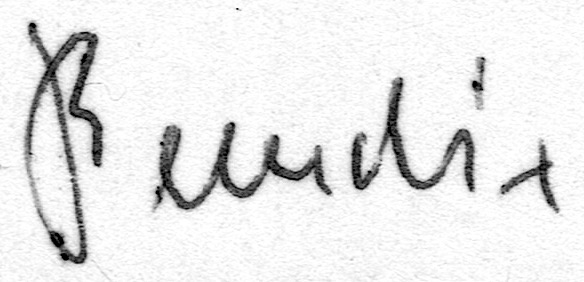
Unterschrift von Ursula Benedix auf einem Parteiausweis der Jungen Union

Ursula Benedix-Engler (* 12. September 1922 in Neurode/Schlesien; † 17. Mai 2014 in Emden) war eine deutsche Politikerin der CDU. Sie war zunächst fünf Jahre Mitglied des Niedersächsischen Landtages und zog 1972 erstmals über die Landesliste Niedersachsen in den Bundestag ein, dem sie bis 1983 angehörte.

## Leben
Benedix wurde als Tochter eines Lebensmittelgroßhändlers geboren und besuchte das Progymnasium in Neurode. Nach dessen Abschluss absolvierte sie eine kaufmännische Lehre und besuchte anschließend die Wirtschaftsoberschule, an der sie 1943 das Abitur bestand. An der Handelshochschule Leipzig und an der Universität Breslau studierte sie Betriebswirtschaftslehre, bis sie im Oktober 1944 zum Reichsarbeitsdienst eingezogen wurde. Nach Ende des Krieges arbeitete sie zunächst als Hilfslehrerin, während sie an der Universität zu Köln Wirtschaftspädagogik studierte. Im Jahr 1950 legte sie ihre Diplomarbeit vor, die sie zur Diplom-Handelslehrerin auszeichnete. Nach einem praktisch-pädagogischen Jahr war sie als Lehrerin an der Kreisberufsschule in Uelzen tätig. Später arbeitete sie auch als Oberstudienrätin an verschiedenen Berufs- und Berufsfachschulen in Uelzen. Sie heiratete 1979 den Emder Reedereidirektor und ostfriesischen CDU-Bezirksvorsitzenden Arthur Engler.

## Politik
Benedix trat im Jahr 1953 in die CDU ein und gehörte dem Kreis- und Bezirksvorstand der Partei an. Im Jahr 1964 wurde sie Ratsherrin der Stadt Uelzen. Von 1970 bis 1989 war sie stellvertretende Landesvorsitzende der CDU in Niedersachsen. Außerdem wurde sie 1971 zur Vorsitzenden der CDU-Frauenvereinigung in Niedersachsen gewählt, was ihr ein Jahr später auch bei der Frauen Union auf Bundesebene gelang. Beide Ämter behielt sie noch lange nach ihrer Abgeordnetentätigkeit bis 1990.
Am 5. Mai 1967 zog sie erstmals in den Niedersächsischen Landtag ein, dem sie in der sechsten und siebten Legislaturperiode vom 5. Mai 1967 bis 24. Januar 1973 angehörte. Sie war dort kulturpolitische Sprecherin und außerdem Mitglied des Fraktionsrates. Am 24. Januar 1973 schied sie aus dem Landtag aus, da sie bei der Bundestagswahl im Jahr zuvor über die Landesliste von Niedersachsen in den Deutschen Bundestag eingezogen war. Sie war insgesamt drei Wahlperioden, von der siebten bis zur neunten, Mitglied des Deutschen Bundestages; sie wurde jeweils über die Landesliste von Niedersachsen gewählt. In allen drei Wahlperioden war sie Mitglied im Ausschuss für Bildung und Wissenschaft, in der neunten sogar als stellvertretende Vorsitzende dieses Ausschusses. Während ihrer ganzen Mandatsdauer war sie Mitglied des Kuratoriums der Bundeszentrale für politische Bildung (bpb).
1979 wurde Benedix das Verdienstkreuz 1. Klasse des Verdienstordens der Bundesrepublik Deutschland verliehen.
Ihr Nachlass wird als Depositum vom Archiv für Christlich-Demokratische Politik der Konrad-Adenauer-Stiftung in Sankt Augustin verwaltet.

## Veröffentlichungen
- Mit Hans-Helmuth Knütter: Ihr Kind – morgen ein fanatischer Klassenkämpfer. Der Einfluß der Konfliktpädagogik auf Elternhaus und Schule. Union Betriebs-Gesellschaft, Bonn 1977.
- „Und führen, wohin ich nicht will“. Meine Autobiographie. Memoria-Verlag, Leer 2004, ISBN 3-938020-01-6.